# Bunny (Nottinghamshire)
Bunny – wieś w Anglii, w hrabstwie Nottinghamshire, w dystrykcie Rushcliffe. Leży 12 km na południe od miasta Nottingham i 165 km na północny zachód od Londynu. Miejscowość liczy ok. 600 mieszkańców.